# Francisco Dumont
Francisco Dumont – miasto i gmina w Brazylii, w stanie Minas Gerais. Znajduje się w mezoregionie Norte de Minas i mikroregionie Bocaiúva.